# フランチェスコ・バッサーノ・イル・ジョーヴァネ
フランチェスコ・バッサーノ・イル・ジョーヴァネとして知られるフランチェスコ・ジャンバティスタ・ダル・ポンテ（Francesco Bassano il Giovane、本名:Francesco Giambattista Dal Ponte、1549年1月7日 - 1592年7月4日）はイタリアの画家である。宗教画や神話を題材にした作品を描いた。「バッサーノ」はこの画家の一族の出身地に由来する通称で、同名の画家の祖父フランチェスコ・バッサーノ・イル・ヴェッキオ(Francesco Bassano il Vecchio: c.1481-1539)と区別するために「若いほうの（イル・ジョーヴァネ）」をつけて呼ばれる。フランチェスコ・ダル・ポンテ・イル・ジョーヴァネと呼ばれることもある。

## 略歴
現在のイタリア、ヴェネト州、ヴィチェンツァ県のバッサーノ・デル・グラッパで生まれた。父親のヤコポ・バッサーノ(1510-1592)は風景画、宗教画を描いた有名な画家で、レアンドロ・バッサーノらの3人の弟も画家になった。
父親の工房で画家の訓練を受けて、1574年には父親とマロースティカの教会(chiesa di Sant'Antonio abate)の装飾画に署名している。1577年にはバッサーノ・デル・グラッパの聖堂の仕事をした。
1578年頃、一族はヴェネツィアに移り、ドゥカーレ宮殿の再建の仕事に加わった。心気症であったとされ、1592年に、父親の死に衝撃を受けて43歳で自殺したとされる。
父親のスタイルを踏襲した宗教画や神話を題材にした作品を描いた。

## 作品

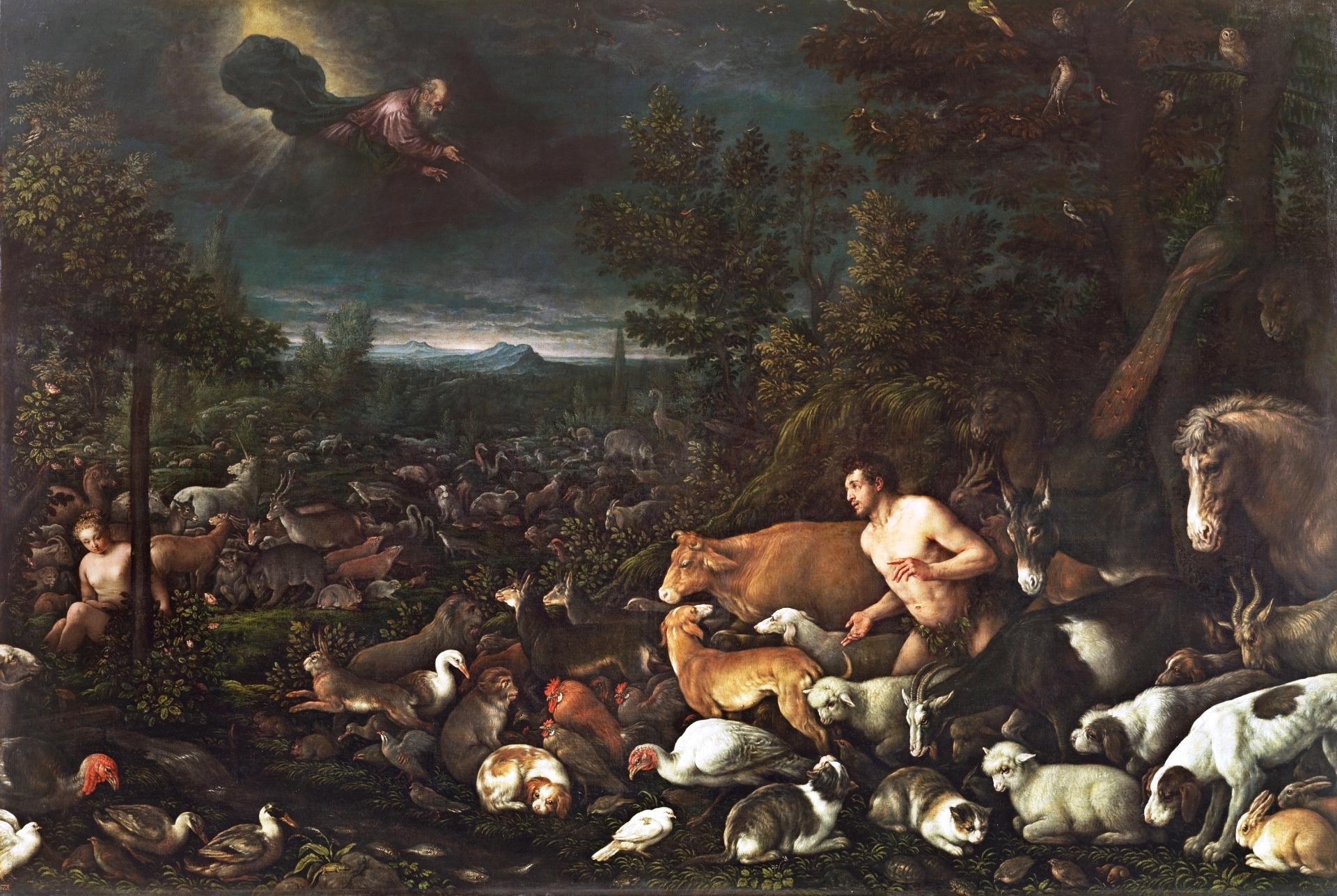
『神に咎められるアダム』 プラド美術館蔵
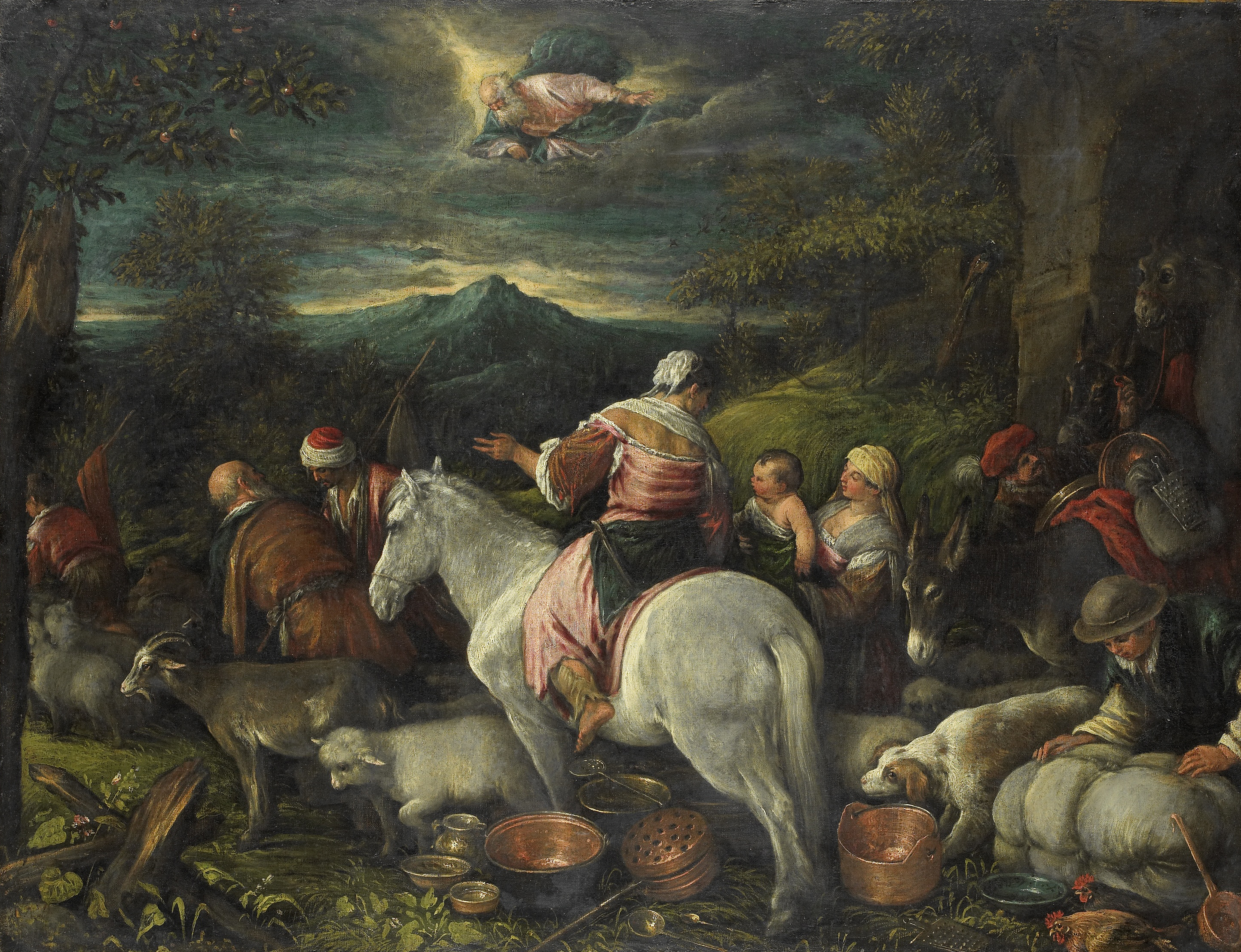
『ハランの地を去るアブラハム』 アムステルダム国立美術館蔵
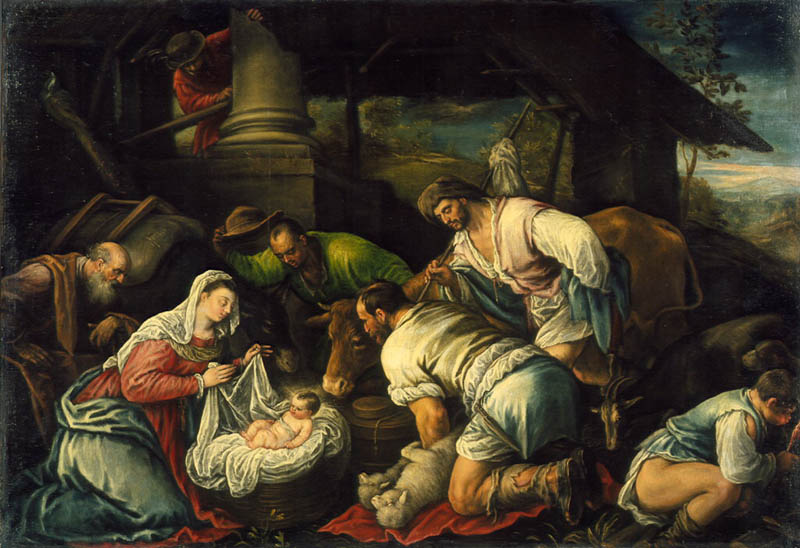
『羊飼いの礼拝』 ノースカロライナ美術館蔵
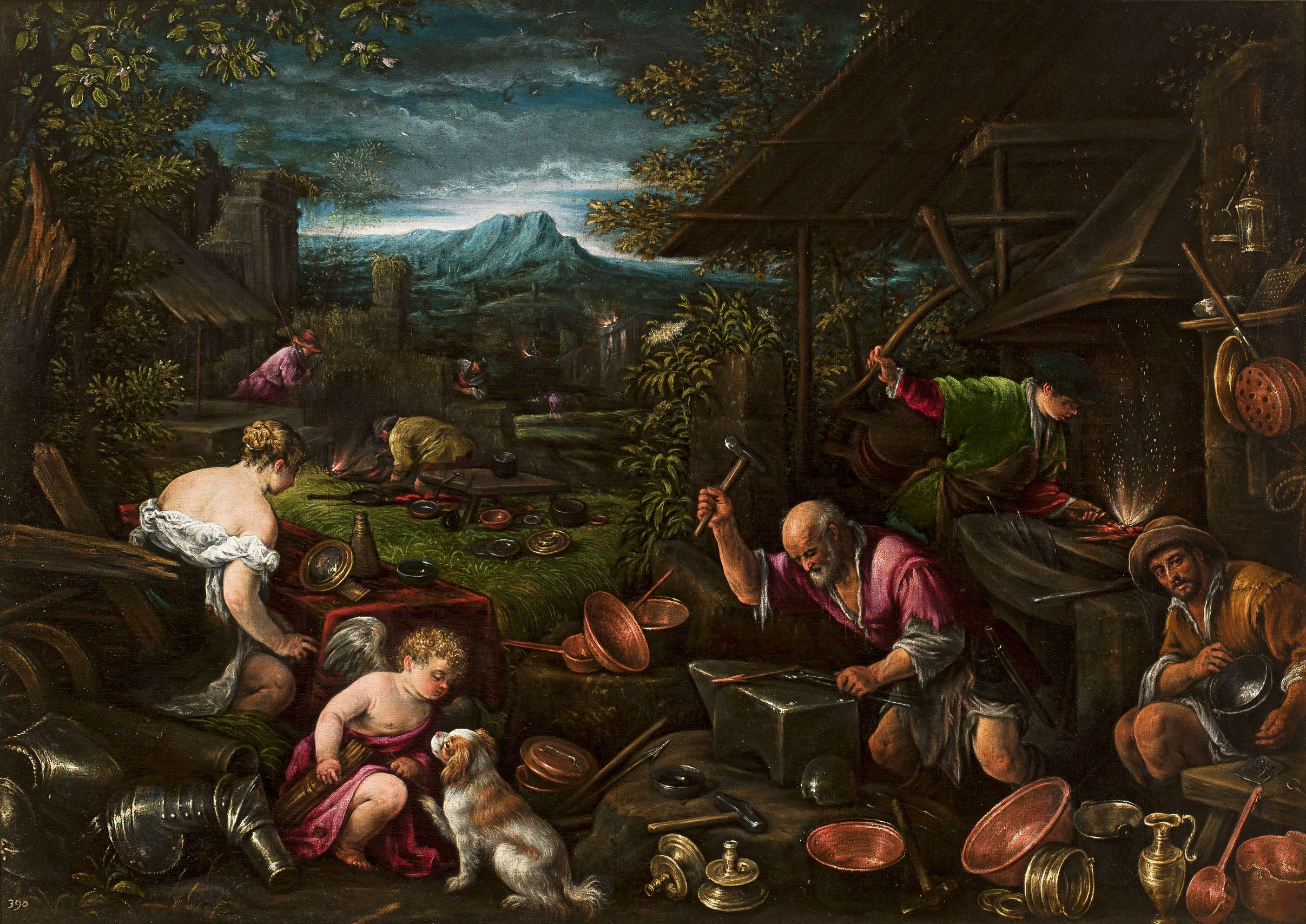
『ウルカヌスの鍛冶場』